# Piroscsőrű tokó
A piroscsőrű tokó vagy vöröscsőrű tokó (Tockus erythrorhynchus) a madarak osztályának a szarvascsőrűmadár-alakúak (Bucerotiformes) rendjéhez, ezen belül a szarvascsőrűmadár-félék (Bucerotidae) családjához tartozó faj.

## Rendszerezése
A fajt Coenraad Jacob Temminck holland arisztokrata és zoológus írta le 1823-ban, a Buceros nembe Buceros erythrorhynchus néven.

## Előfordulása
Afrikában a Szahara alatti területeken honos. Természetes élőhelyei a szubtrópusi és trópusi száraz erdők, szavannák és cserjések. Állandó, nem vonuló faj.

## Megjelenése
Testhossza 35 centiméter, testtömege 90-220 gramm. Vékony piros ívelt csőre és hosszú farka van.
|  |

## Életmódja
Párban, vagy kisebb csapatban keresgéli rovarokból álló táplálékát.

## Szaporodása
A hím a tojót sárral befalazza egy odúba a fiókák kiköltése idejére és ezen keresztül táplálja őket. Fészekalja 2-7 tojásból áll, melyen a tojó kotlik 23-25 napig. A fiókák kirepülési ideje, még 39-50 nap.

## Természetvédelmi helyzete
Az elterjedési területe rendkívül nagy, egyedszáma pedig stabil. A Természetvédelmi Világszövetség Vörös listáján nem fenyegetett fajként szerepel.